# Ampasipotsy Mandialaza
Ampasipotsy Mandialaza est une commune urbaine malgache située dans la partie centre-sud de la région d'Alaotra-Mangoro.